# Лилигрин, Джон
Джон Лилигрин (англ. Jon Lilygreen, род. 4 августа 1987) — британский валлийский певец, который участвовал в конкурсе песни Евровидение 2010 с группой The Islanders как представитель от Кипра, с песней «Life Looks Better in Spring».
Выпускник колледжа «Gwent», сам пишет песни и исполняет их в сопровождении гитары. Сам Джон и его родители живут в Ньюпорте, Уэльс. Воспитывает двухлетнего сына Оби.
В 2010 году по результатам национального отбора Лилигрин и группа «The Islanders» были избраны представлять Кипр на конкурсе Евровидение с песней «Life looks better in spring». Прошли в финал, где заняли 21 место из 25.